# نیروهای ویژه جمهوری آذربایجان
نیروهای ویژه جمهوری آذربایجان (ترکی آذربایجانی: Azərbaycan Xüsusi Təyinatlı Qüvvəlləri) از زیرمجموعه‌های نیروهای مسلح این کشور است.

## تاریخچه
نیروهای ویژه جمهوری آذربایجان در ماه آوریل سال ۱۹۹۹، زیر نظر وزارت دفاع جمهوری آذربایجان تأسیس شد. افسران و نظامیان آذربایجانی حاضر در جنگ اول قره‌باغ که بین سال‌های ۱۹۹۱ تا ۱۹۹۴ به وقوع پیوسته بود، مشارکت فعالی در شکل‌گیری این نیرو داشتند. فرماندهی تکاوران ترکیه نیز نقش مخصوصی در تشکیل نیروهای ویژه آذربایجان از خود نشان داد. در ۲۹ آوریل سال ۲۰۱۵، به مناسبت ۱۶- امین سالگرد سازماندهی نیروهای ویژه آذربایجان، مراسم اهدای پرچم‌های جنگی به یگان‌های تازه تأسیس برگزار شد.
این تکاوران، در رژه‌ای که در تاریخ ۲۶ ژوئن سال ۲۰۱۸ به مناسبت ۱۰۰- امین سالروز تأسیس نیروهای مسلح جمهوری آذربایجان برگزار شد، به فرماندهی سرلشکر حکمت میرزایوف عبور کردند.
۲۰ ژوئن ۲۰۲۰ واحد دیگیری از این نیرو ایجاد شد. در اواخر ژوئیه و اوایل ماه اوت همان سال، یک سری رزمایش مشترک تاکتیکی آذربایجان و ترکیه در خاک آذربایجان انجام شد که در مرحله اول آن واحدهای نیروهای ویژه آذربایجان نبر حضور یافتند.

## جنگ‌ها و نبردها
نیروهای ویژه جمهوری آذربایجان در جنگ ناگورنو قره‌باغ (۲۰۲۰) حضور فعالی یافتند. بازپس‌گیری بسیاری از شهرستان‌ها، شهرها و روستاها در جریان این جنگ به این نیرو نسبت داده می‌شود. ۸ نوامبر سال ۲۰۲۰، الهام علی‌اف، فرمانده کل قوا و رئیس جمهوری آذربایجان، حکمت میرزایوف، فرمانده نیروهای ویژه، را به مناسبت «آزادسازی شوشی» تبریک گفت. در طول جنگ، گروه‌های شناسایی نیروهای ویژه نه‌تنها با درز به درون خط دفاعی نیروهای ارمنستان مختصات هدف را به واحدهای ذی‌ربط ارائه دادند، بلکه وارد شهر شوشی هم شده و نیروها ارتش ارمنستان را از مرکز شهر بیرون راندند. این اولین جنگی به حساب می‌آید که آذربایجان به‌طور گسترده از کلیه واحدهای نیروهای ویژه استفاده کرد.

## آموزش
این تکاوران آذربایجانی به‌طور کلی در آکادمی‌های ترکیه و پاکستان آموزش نظامی می‌بینند. معمولاً ۳۰ نفر از میان ۵۰۰ نفر می‌تواند گواهینامه نظامی «کلاه بره قرمز تیره» را به دست بیاورد. به آن‌ها روش‌های زنده ماندن و اجرای ماموریت‌های محوله حتی در شرایطی که چندین روز در گرسنگی و تشنگی به سر ببرند، یاد داده می‌شود. تکاوران همچنین پرورش اینکه هر چه از قبیل قورباغه‌ها و مارها پیدا کنند بخورند را نیز پشت سر می‌گذارند. افزون بر این‌ها، آن‌ها روش‌های استفاده از انواع سلاح‌های مختلف همچون اسلحه گرم و مواد منفجره را یادمی‌گیرند. سپس، این افسرها با اخذ رتبه پرچمدار، خدمت نظامی خود را آغاز می‌کنند.